# Kurt Amplatz
Kurt Anton Amplatz (ur. 25 lutego 1924 w Weistrach, Austria), zm. 6 listopada 2019 w Minneapolis, Minnesota w USA) – austriacki radiolog specjalizujący się w radiologii interwencyjnej i wynalazca wielu urządzeń oraz instrumentów medycznych, takich jak: Amplatzer Septal Occluder (ASO), a także Amplatzer Cribriform Occluder, który służy do zamykania ubytku przegrody międzyprzedsionkowej, powszechnej wrodzonej wady serca. Urządzenia te są wprowadzane przez przezskórne umieszczenie cewnika, co pozwala uniknąć operacji na otwartym sercu. W 1958 wykonał jedno z pierwszych przezskórnych cewnikowań serca. Amplatz spędził większość swojej 40-letniej kariery w radiologii jako dyrektor radiologii interwencyjnej, na University of Minnesota. Dr Amplatz był jednym z wielkich pionierów w dziedzinie kardiologii interwencyjnej dorosłych oraz kardiologii dziecięcej i radiologii interwencyjnej.

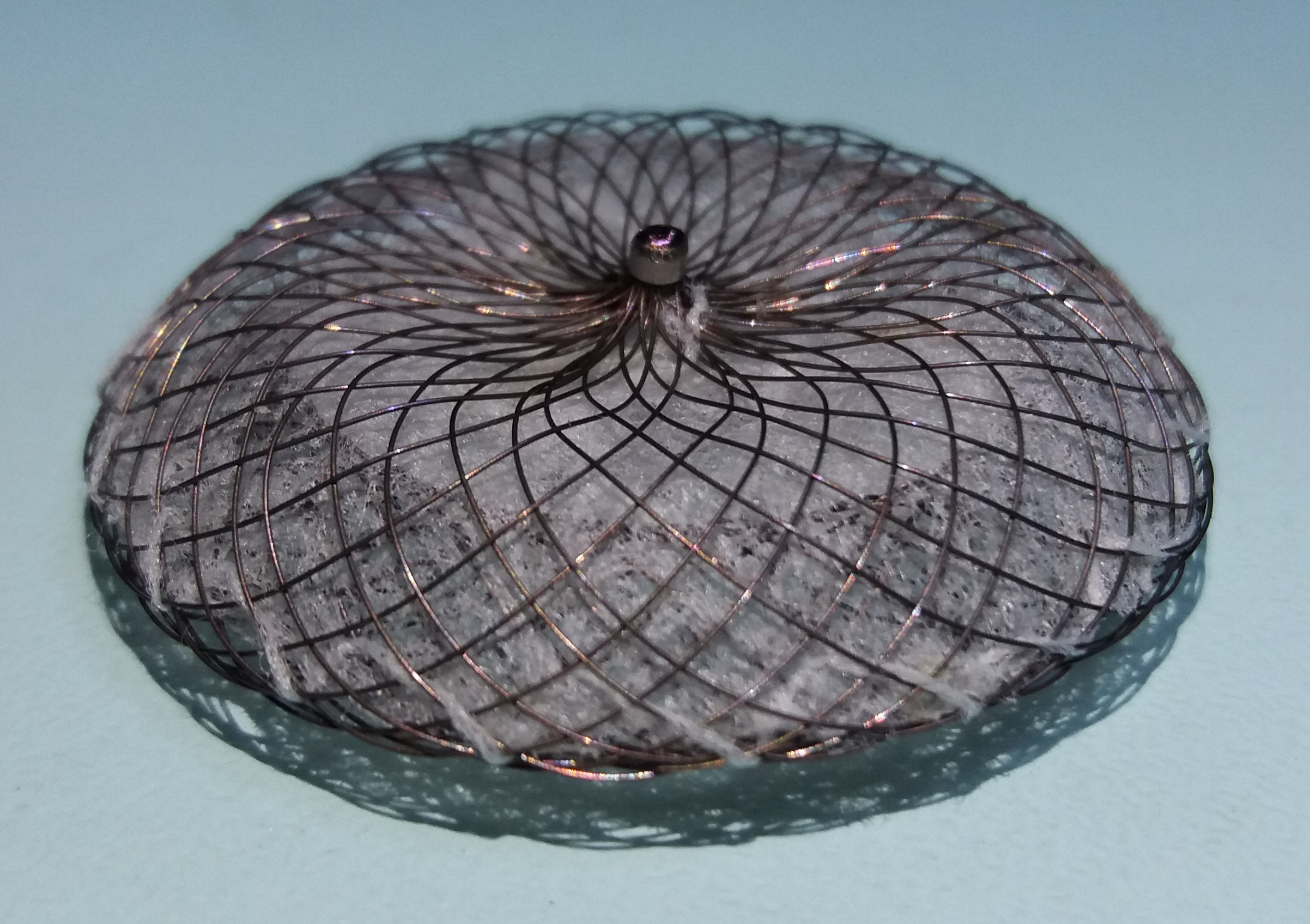
Amplatzer Septal Occluder

## Życiorys
Wychował się w Senftenbergu, a później w Innsbrucku. Uczęszczał na Uniwersytet w Innsbrucku, uzyskując dyplom lekarza w 1951. Odbył staż w szpitalu St. Pölten, a następnie wyemigrował do USA na kolejny staż w szpitalu St. John’s Hospital na Brooklynie. Ukończył studia podyplomowe z radiologii w Wayne State University School of Medicine w Detroit.
W 1957 podjął pracę w radiologii Uniwersytetu w Minnesocie, której później był wieloletnim dyrektorem i pzostał nim do przejścia na emeryturę w 1999. Tam opracował urządzenie, które pozwalało wstrzykiwać barwnik do serca przez cewnik. Zbudował również fotel do zastosowania w pneumoencefalografii do wykrywania guzów mózgu przed wprowadzeniem badania CT. Wraz ze swoim synem Curtisem opracował Amplatzer Occluder, który wprowadzał przezskórnie do serca przez cewnik i w ten sposób mógł zamykać ubytki w przegrodach serca.